# Cai Yan
Cai Yan, född på 100-talet, död på 200-talet, var en kinesisk författare, diktare och kompositör. 
Nedslagskratrarna Ts'ai Wen-chi på planeten Merkurius och Caiwenji på planeten Venus är uppkallade efter henne.